# Боралдайтау
Боралдайтау (Боралдай) — юго-восточный отрог хребта Каратау на территории Жамбылской и Туркестанской области Казахстана. Абсолютная высота 1813 м (Бокейтау). Протяженность с северо-запада на юго-восток 70 км, ширина в западной части — 25—30 км, в юго-восточной 5—7 км. Поверхность гор выровненная. С Боралдайтау берут начало реки Боралдай, Киыршыкты. Горы сложены карбоновыми известняками, гранитоидными и интрузивными породами. У подножья гор — серозёмы и каштановые почвы с эфемерами. На склонах и в ущельях произрастают туркестанская арча, согдианская рябина, алыча, а также плодовые деревья. В Боралдайтау расположен Карабастауский плодово-ягодный районный участок Аксу—Джабаглинского заповедника.